# Freyja
Pour les articles homonymes, voir Freya.
Freyja est une déesse majeure des mythologies germanique et nordique, mentionnée ou représentée dans de nombreux récits. Néanmoins, certaines sources documentées de cette tradition religieuse sont à considérer avec prudence, car elles ont pu subir l'influence des représentations chrétiennes ou classiques. En effet, elles nous ont été transmises, pour bonne partie, par l'intermédiaire d'historiens médiévaux islandais, alors que l'île était convertie au christianisme depuis plus de deux siècles,,,.
Dans la mythologie nordique, Freyja appartient à la famille des dieux Vanes, et elle est fille de Njörd, dieu des océans, de la pêche et des poissons. Freyja est aussi la sœur jumelle de Freyr, dieu de la prospérité, avec lequel elle partage les attributs de fertilité en lien avec la vie. Ses filles s'appellent Hnoss et Gersimi.
La plupart des textes du polythéisme scandinave, issus de la tradition orale scandinave, ont été mis à l'écrit en Islande au XIIe siècle et XIIIe siècle par Snorri Sturluson, sous influence chrétienne. Le culte et les pratiques rituelles associés à cette déesse sont donc assez mal connus. Dans les croyances préchrétiennes, Freyja représenterait un des trois visages de la Grande Déesse Mère, avec les déesses Frigg et Skadi.

## Noms

### Étymologie

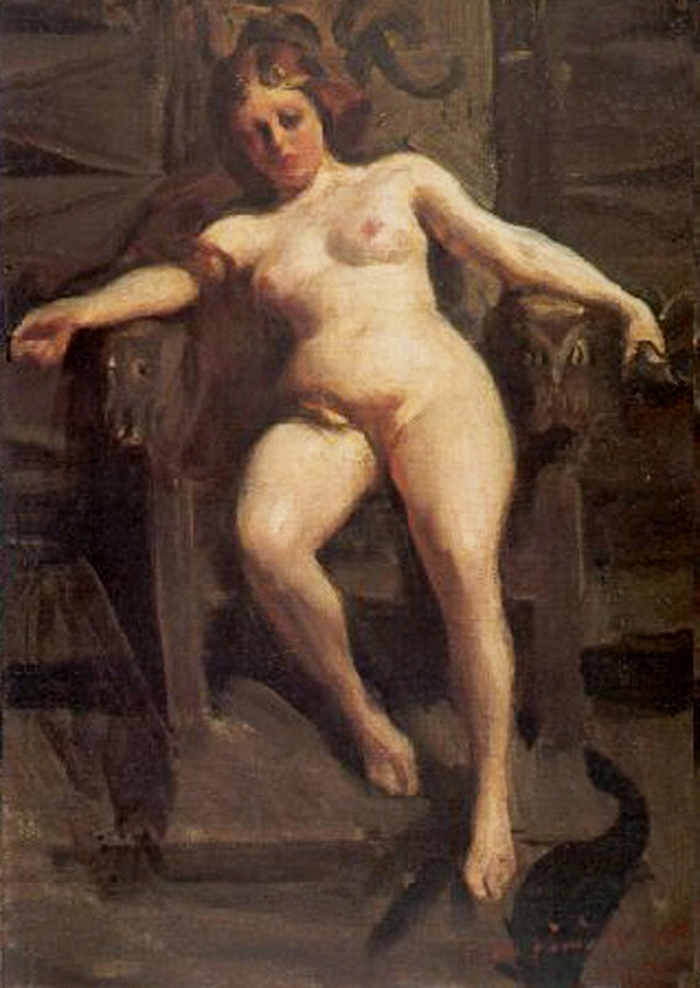
Freyja par Anders Zorn, 1901. Zorn Collections.

Le nom Freyja est issu d'un terme germanique signifiant « dame ». En vieux norrois comme en islandais moderne, frú a pour sens « maîtresse, dame, femme ». Dans les autres langues modernes, le vocable est devenu frue (danois), fru (suédois), Frau (allemand), vrouw (néerlandais). La forme remonte à l'adjectif indo-européen féminin *priyā- « chère, aimée », initialement « celle de la maison ».
On pourrait la considérer comme l'équivalent de Vénus pour sa symbolique de la beauté, mais aussi de Minerve du fait de ses attributs guerriers. Il est probable qu'elle soit la descendante mythologique la plus directe de Nerthus.
Le nom de son animal symbolique, la truie (syr en vieux norrois), pourrait être à l'origine du nom des Suédois, Sviar (« adorateurs de la truie »),.
Le compagnon de Freyja est Ód tandis que celui de Frigg est Odin.

### Autres noms
D'après l'Edda en prose de Snorri Sturluson, Freyja était également connue sous les noms suivants :
- Vanadís, « Dises des Vanes » ou « belle déesse » (väna signifie « belle ») ;
- Mardöll, « mer brillante » (mare  signifie « mer » et döll est le féminin de dallr, « brillant ») ;
- Hörn, qui pourrait être apparenté au mot hörr, qui veut dire « lin » ou « linge » ;
- Gefn, « la donatrice », un nom approprié pour une déesse de la fertilité ;
- Sýr, « truie », suivant l'association des Vanes aux cochons et à la fertilité.

Dans la Saga de Njáll le Brûlé, Freyja est également appelée Valfreyja, soit « maîtresse des élus », « maîtresse des tués ». Son nom peut être rapproché de celui d'Odin Valfadir (Valfaðir) (« père des tués ») et de celui des valkyries, valkyrja (« qui choisit les tués »).

## Parenté et filiation
Les parents de Freyja sont Njörd et Nerthus, mais ils peuvent varier selon l'origine du mythe (Scandinavie ou Allemagne).[réf. souhaitée]
Elle a pour frère jumeau Freyr, chef de file des Vanes, et pourrait ne représenter que la face féminine du concept incarné par Freyr.[réf. souhaitée]
Avec son époux Ód, « un homme qui voyage loin », Freyja a eu deux filles, Hnoss et Gersimi.[réf. souhaitée]

## Symboles et attributs

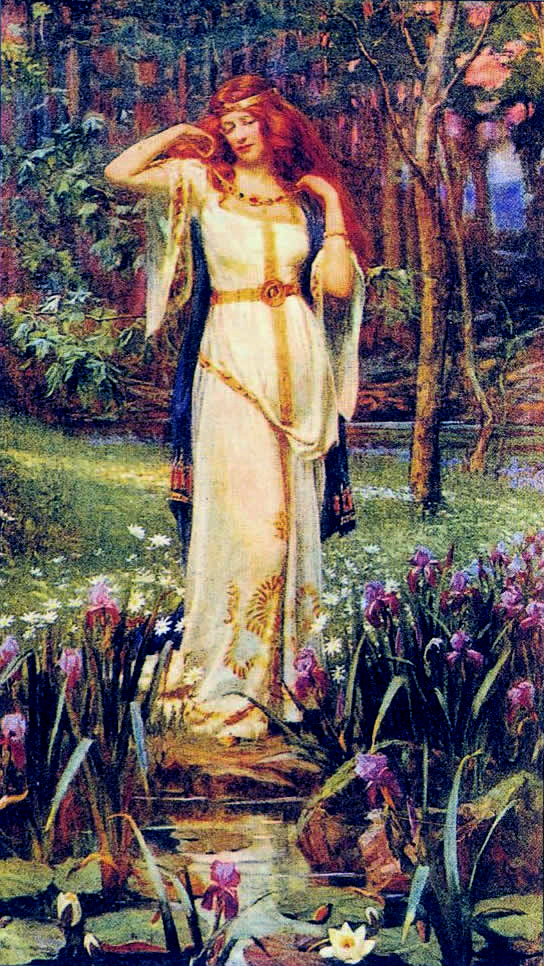
Freyja, par J. Penrose.

### Collier des Brísingar
Le collier des Brísingar est un célèbre collier fait d'or et d'ambre, qui apparaît dans les sagas légendaires ainsi que dans Beowulf. Certaines versions de son mythe l'attribuent à Frigg et non à Freyja.
Lorsque Freyja portait le collier, nul ne pouvait résister à son charme. Le bijou avait en outre la propriété de soutenir l'armée que la déesse souhaitait favoriser sur le champ de bataille. Mais, pour l'obtenir, elle dut se marier un jour avec les quatre nains ayant ouvragé ce collier.

### Manteau
Freyja possède un manteau de plumes de faucon, appelé Valshamr (« peau (ou plumage) de faucon » ou « cape aux plumes de faucon » selon les traductions). Il permet à celui qui le porte de se changer en oiseau et de voler d'un monde à l'autre. De même que le collier des Brísingar, ce manteau magique est parfois attribué à Frigg.

### Char

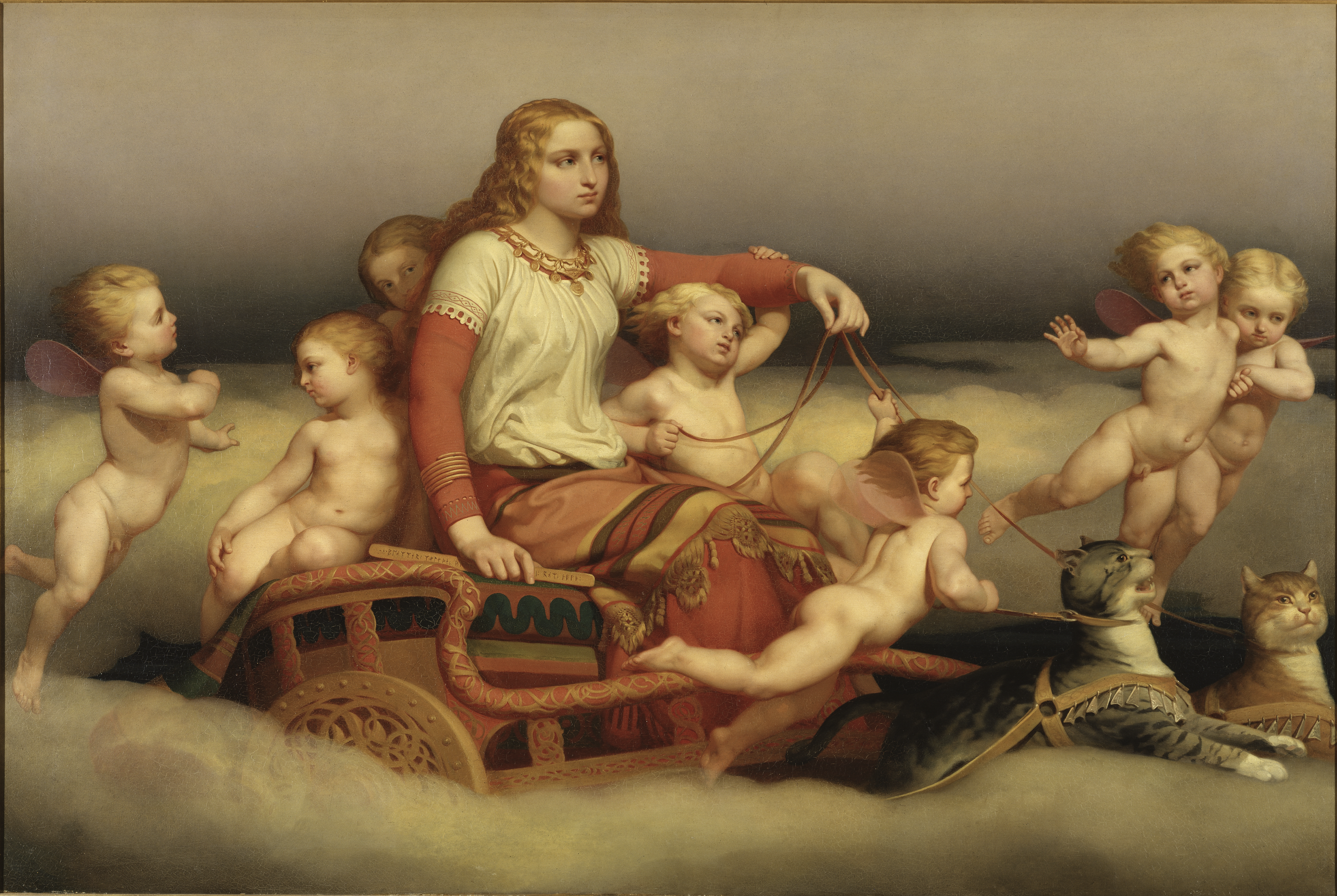
Freyja dans son char tiré par ses chats, entourée d'angelots, par Nils Blommér (1852).

Le char de Freyja est tiré par deux chats bleus. Suivant les sources, ils se nomment parfois Thófnir (Þófnir) et Högni, ou parfois Brundr et Kælinn. Le plus souvent, ils ne sont pas nommés. De taille imposante, ils pourraient  être des chats de forêts norvégiennes ou des lynx. Au même titre que les loups d'Odin, les chats sont sacrés pour Freyja.[réf. souhaitée]

## Mythe

### Déesse de l'amour et de la fertilité
Freyja est considérée comme une déesse de l'amour, de la sexualité, de la beauté, de la terre et de la fertilité. Freyja est belle, parfois rousse ou blonde, et on l'invoque pour être heureux en amour, mais aussi lors des accouchements. On la sollicite de même pour obtenir de bonnes saisons. Elle était la déesse de l'intimité, de l'attirance entre les personnes, de la richesse, de la magie, des prophéties et l'origine du Seid a été attribué à Freyja,.

### Déesse guerrière
Freyja est liée par de nombreux aspects à la guerre.
Parcourant les champs de bataille, elle reçoit notamment la moitié des guerriers morts au combat dans Sessrumnir (« Pièce aux sièges nombreux »), la salle principale de sa demeure Fólkvangr (« Champs du peuple/ de l'armée »), tandis qu'Odin reçoit l'autre moitié dans sa halle, la Valhöll (Valhalla)[réf. nécessaire].

### Influences chrétiennes
(avril 2019).

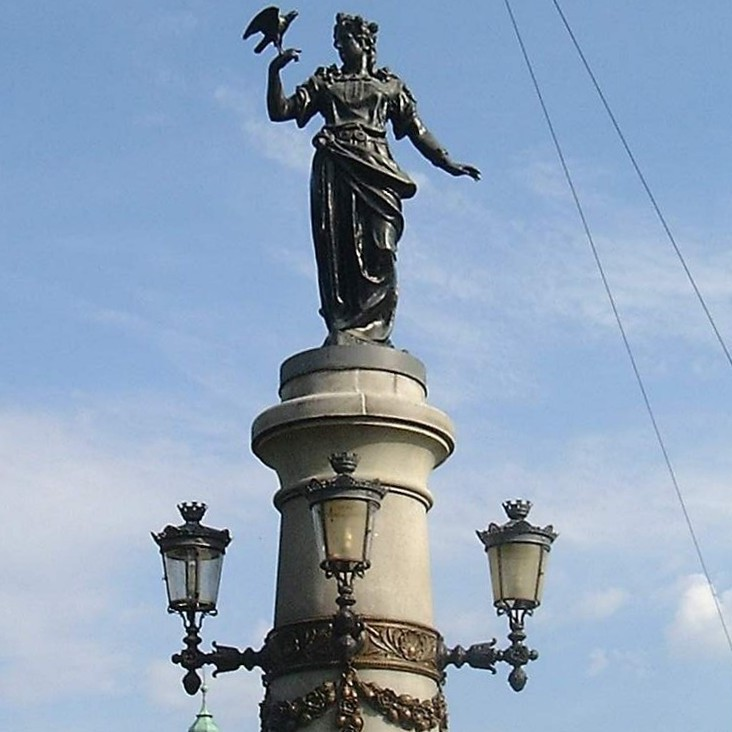
Statue de Freyja à Djurgården, Stockholm, Suède. Elle est représentée ici avec un faucon, l'un de ses symboles.

Dans la Saga du Roi Olaf Tryggvason Interprétation abusive ?, d’après les ordres de ce dernier, afin de prouver leur piété, les nouveaux convertis au christianisme sont tenus d’insulter et ridiculiser les déités païennes majeures. Les déités nordiques comme Freyja sont finalement rendues démoniaques, conformément aux enseignements de l'autorité chrétienne,.

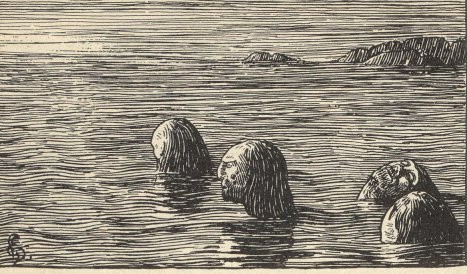
Historiquement, durant la christianisation de la Norvège, le roi Olaf Tryggvason usait de moyens élaborés pour tuer ceux qui refusaient le christianisme.

Les Scandinaves furent contraints d'abandonner leurs anciennes croyances. « L'Église n'autorise pas d'autres dieux, qu’elle considère comme des démons et des forces du Mal. Freyja, la grande Déesse des Vikings, symbole de la fécondité, fut pour l'Église un objet de ridicule et de mépris. »
Écrite par deux prêtres chrétiens au XVe siècle, la nouvelle islandaise Sörla þáttr est une tentative d'humilier des déités païennes, louer le christianisme et immortaliser le roi chrétien Olaf Tryggvason. L'histoire emprunte des parties de Heimskringla (railleries à l’endroit des déités païennes), des parties de la poésie Lokasenna (au sujet de Gefjun dormant avec un garçon pour un collier, collier des Brísingar) adaptées pour humilier la déesse Freyja, des parties de la Húsdrápa (au sujet de Loki volant Brisingar) et la bataille éternelle Hjadningavíg. À la fin de l'histoire, l'arrivée du christianisme dissout la vieille malédiction qui devait traditionnellement attendre le Ragnarök.

## Relation entre Freyja et Frigg
Freyja a des attributs parallèles à Frigg, la déesse souveraine des Germains et des anciens Scandinaves, patronnant notamment le mariage et la maternité. L'époux de Freyja est Ód, celui de Frigg est Odin. La racine germanique Frijō serait à l'origine du nom des deux déesses en vieux-norrois.[réf. souhaitée]

## Influence moderne
Freyja est à l'origine du mot anglais Friday et du mot allemand Freitag signifiant vendredi, car ce jour lui était consacré[réf. nécessaire].

### Sciences
Vanadis, autre nom de Freyja, a donné son nom à l'élément chimique vanadium.
L'astéroïde (76) Freia est nommé d'après Freyja.

### Arts
Freyja est l'une des 1 038 femmes dont le nom figure sur le socle de l'œuvre contemporaine The Dinner Party de Judy Chicago. Elle y est associée à la Déesse de la fertilité, deuxième convive de l'aile I de la table.

## Banques de données
- Notices d'autorité :   - VIAF
  - LCCN
  - GND
  - Israël
- Notices dans des dictionnaires ou encyclopédies généralistes :   - Britannica
  - Gran Enciclopèdia Catalana
  - Internetowa encyklopedia PWN
  - Store norske leksikon
  - Treccani
  - Universalis